# Cymatium parthenopaeum
Cymatium parthenopaeum је пуж из реда Littorinimorpha.

## Угроженост
Ова врста је наведена као последња брига, јер има широко распрострањење и честа је врста.

## Распрострањење
Ареал врсте је ограничен на једну државу. 
Италија је једино познато природно станиште врсте.

## Станиште
Станиште врсте су морски екосистеми.